# (39787) 1997 MM3
1997 أم أم 3 (ويعرف أيضًا باسم (39787) 1997 أم أم 3 وفق تسمية الكوكب الصغير) (بالإنجليزية: 1997 MM3)‏ هو كويكب ضمن حزام الكويكبات؛ وترتيبه 39787 من حيث الاكتشاف.
اكتُشف هذا الجُرم الفلكي بواسطة بحث لنكولن عن الكويكبات القريبة من الأرض في 28 يونيو 1997.

## وصلات خارجية
- (39787) 1997 MM3 في قاعدة بيانات مختبر الدفع النفاث لأجرام النظام الشمسي الصغيرة

- الاكتشاف · مخطط المدار ·  العناصر المدارية · المعلمات المادية

- (39787) 1997 MM3 على موقع ويكي سكاي: DSS2, SDSS, GALEX, IRAS, Hydrogen α, X-Ray, Astrophoto, Sky Map, Articles and images